# Шатриес Рагана
Шатриес Рагана (на литовски: Šatrijos Ragana – Вещица от планината Шатрия) е псевдоним на литовската писателка Мария Пячкаускайте (Marija Pečkauskaitė), поддръжница на народното възраждане, педагожка и преводачка.

## Биография
Мария Печкаускайте е родена на 8 март 1877 г. в имението Медингенай (Medingėnai, Mėdingėnų dvaras) (днес Ретавско самоуправление). Родителите ѝ Станислав и Анупурас Печкаускайте са просветени дворяни. Получава домашно образование. Във Варшава посещава курсове по пчеларство. Слуша лекции по етика и педагогика в Цюрихския университет и Фрибурския университети в Швейцария през 1905 – 1907 г.
Гробът на писателката се намира в град Жидикай, Мажейкски район.

## Творчество
Започва да се публикува през 1895 година. Популярността ѝ носят повестите „Виктуте“ (Viktutė) от 1903 г., „Винцас Стонис“ (Vincas Stonis) от 1906 г. и публикуваната в списание „Скайтимай“ през 1922 г. „В стария имот“ (Sename dvare), написана през Първата световна война. Повестта „Виктуте“ е написана под формата на дневник; счита се, че тя поставя началото на развитието на литовската лирико-психологическа проза.
Шатриес Рагана е сред най-популярните автори от началото на ХХ век. Нейните романи са преведени на руски и други езици.

## В памет
Днес училището на градчето Жидикай носи името на Мария Пячкаускайте; в Жидикай има и къща музей, посветен на нея. В етнографския музей на градчето Ужвентис (в с. Гирникай, Келмески район, Шауляйски окръг) едната експозиция е посветена на писатеката, която е живяла в сегашната сграда на музея от 1887 до 1898 година.
В град Мажейкяй през 1985 г. е издигнат неин паметник от Джонас Мяшкялявичюс. Литературоведката Янина Жекайте през 1984 г. издава монография, посветена на писателката. Издадени са нейни писма през 1986 г.